# 国民议会 (圣基茨和尼维斯)
国民议会（英語：National Assembly）是圣基茨和尼维斯的国家立法机关。

## 體制
国民议会实行一院制。

## 成員組成
國會議員數額為14或15名，由執政黨決定。當中11名為眾議員（圣基茨島8名、尼维斯島3名），以單議席名單制選出；另由總督分別根據總理和反對黨領袖建議任命3至4名「參議員」，另任命檢察總長為官守議員。

## 任期
每届议会任期5年，但可提早解散並舉行大選。

## 現況
现任议会议长是柏金斯(Anthony Michael Perkins) 2016年6月就任。
本屆國會眾議員(2015-2020)政黨席次人民行動党(PAM)4席、人民工党(PLP)1席、关心市民运动(CCM)2席、工党(SKNLP)3席、尼维斯革新党(NRP)1席

## 官方網站
- 圣基茨和尼维斯聯邦国民议会（页面存档备份，存于）